# Lori Carson
Lori Carson (Queens, 2 de marzo de 1958) es una cantautora y escritora estadounidense.

## Carrera
Carson inició su carrera a mediados de la década de 1980 presentándose en clubes, obteniendo un contrato discográfico en 1988 con Geffen Records. Con este sello publicó su álbum debut, titulado Shelter (DGC-Geffen, 1990), seguido de Where it Goes (Restless Records, 1995), Everything I Touch Runs Wild (Restless Records, 1997) y Another Year (Blue Kitchen/United for Opportunity, 2012). Durante su carrera también colaboró con la agrupación The Golden Palominos y contribuyó con varias bandas sonoras para películas, entre las que se incluyen Stealing Beauty de Bernardo Bertolucci, Strange Days de Kathryn Bigelow y Waking the Dead de Keith Gordon.
Su novela debut, The Original 1982, fue publicada por William Morrow/Harper Collins en junio de 2013.

## Filmografía
- 1990 – Shelter (DGC – Geffen)
- 1992 – This is How it Feels – Golden Palominos (Restless Records)
- 1993 – Pure – Golden Palominos (Restless)
- 1995 – Where it Goes (Restless)
- 1995 – Strange Days (banda sonora) – "Fall in the Light" con Graeme Revell
- 1996 – Myths of The World (Rienstra/Laswell)
- 1997 – Everything I Touch Runs Wild (Restless)
- 1999 – Intonarumori (Palm)
- 1999 – Stars (Restless)
- 2001 – House in the Weeds (Independiente)
- 2001 – Stolen Beauty (Rykodisc)
- 2001 – Crazy/Beautiful (banda sonora)
- 2001 – The Bellwether Project (Slang)
- 2002 – More Talk About Tonight (Slang)
- 2003 – Strong Currents (Independiente)
- 2004 – The Finest Thing (Meta Records)
- 2012 – Another Year (Blue Kitchen/United for Opportunity)